# Vislanka
Vislanka (bis 1927 slowakisch „Pusté Pole“ oder „Vyslanka“; ungarisch Pusztamező) ist eine Gemeinde im Nordosten der Slowakei mit 258 Einwohnern (Stand 31. Dezember 2024), die zum Okres Stará Ľubovňa, einem Teil des Prešovský kraj, gehört.

## Geographie

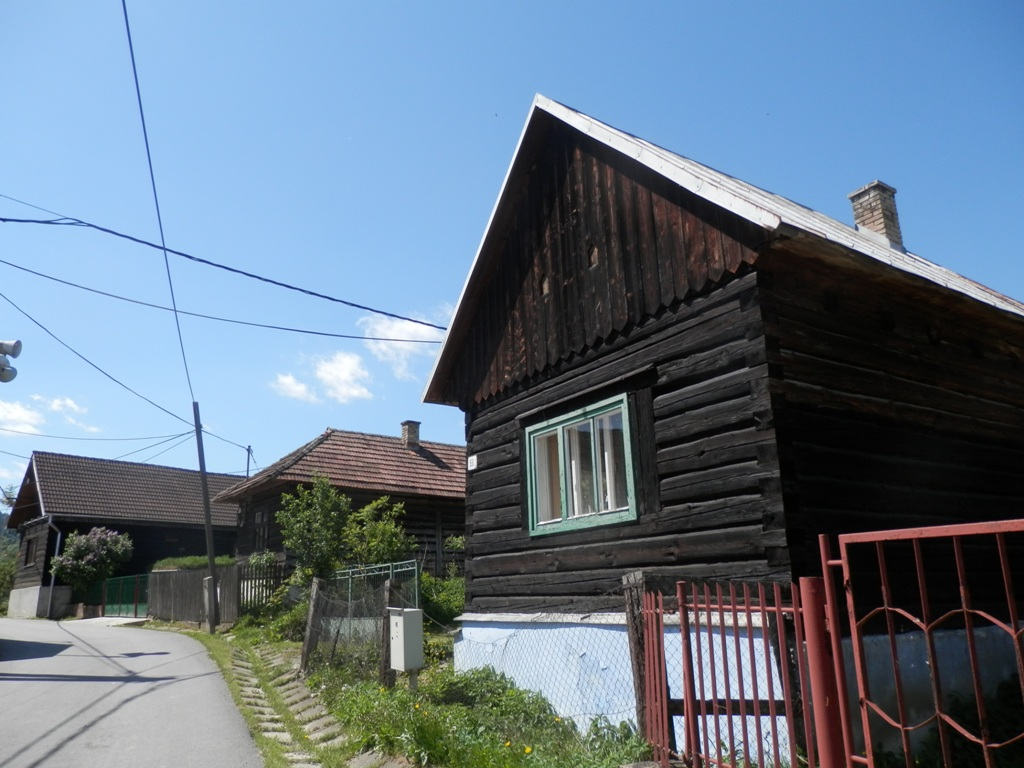
Blockhäuser in Vislanka

Die Gemeinde befindet sich am nordöstlichen Hang der Leutschauer Berge am Bach Vislanka, der am unteren Ende des Ortes in die Ľubotínka mündet. Das Ortszentrum liegt auf einer Höhe von 542 m n.m. und ist 22 Straßenkilometer von Stará Ľubovňa entfernt.
Nachbargemeinden sind Ďurková im Norden, Ľubotín im Osten, Krivany und Oľšov im Süden und Bajerovce im Westen.

## Geschichte

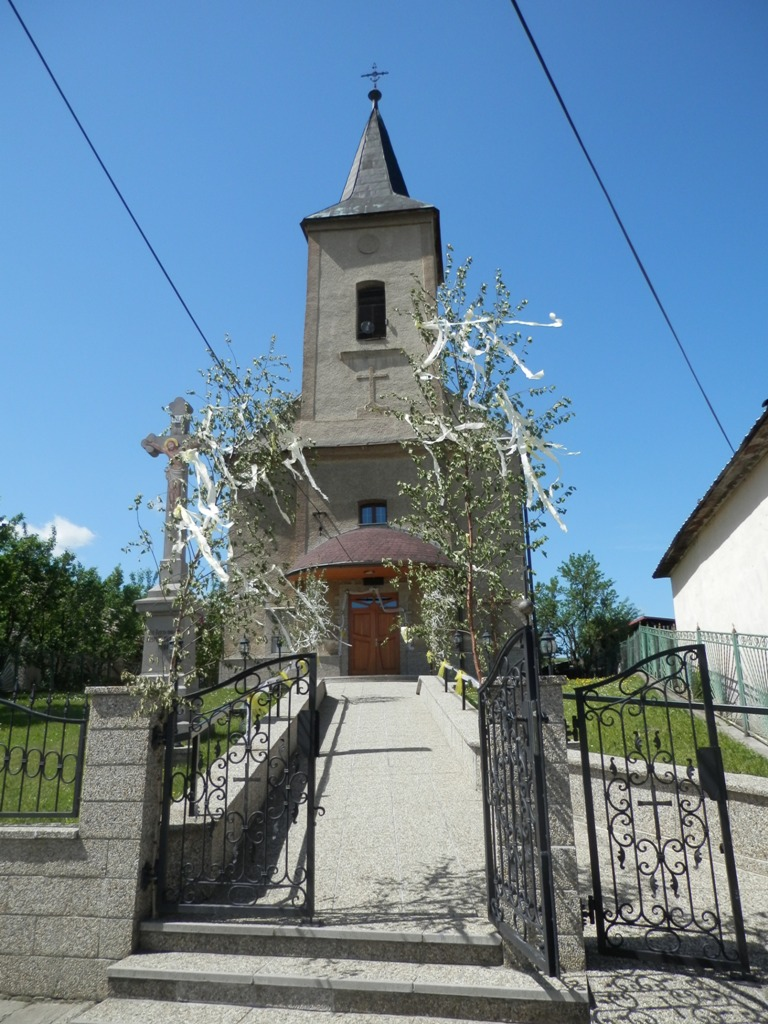
Griechisch-katholische Kirche im Ort

Das Gebiet gehörte zum Herrschaftsgebiet von Torysa, später den Geschlechtern Gombos und Kellemesy. Vislanka wurde zum ersten Mal 1773 als Wizranka beziehungsweise Puszta-Mező schriftlich erwähnt. 1789 hatte die Ortschaft 30 Häuser und 180 Einwohner, 1828 zählte man 55 Häuser und 413 Einwohner, die als Landwirte und Viehhalter beschäftigt waren.
Bis 1918 gehörte der im Komitat Sáros liegende Ort zum Königreich Ungarn und kam danach zur Tschechoslowakei beziehungsweise heute Slowakei.

## Bevölkerung
| Jahr                | 1994 | 2004    | 2014    | 2024    |
| ------------------- | ---- | ------- | ------- | ------- |
| Anzahl der Personen | 302  | 282     | 262     | 258     |
| Unterschied         |      | −6,62 % | −7,09 % | −1,52 % |

| Jahr                | 2023 | 2024    |
| ------------------- | ---- | ------- |
| Anzahl der Personen | 261  | 258     |
| Unterschied         |      | −1,14 % |

Gemäß der Volkszählung 2011 wohnten in Vislanka 251 Einwohner, davon 228 Slowaken, 15 Russinen, zwei Tschechen und ein Pole. Fünf Einwohner machten keine Angabe zur Ethnie.
214 Einwohner bekannten sich zur griechisch-katholischen Kirche, 29 Einwohner zur römisch-katholischen Kirche und zwei Einwohner zur Evangelischen Kirche A. B. Ein Einwohner war konfessionslos und bei fünf Einwohnern wurde die Konfession nicht ermittelt.

## Bauwerke und Denkmäler
- griechisch-katholische Cosmas-und-Damian-Kirche aus dem Jahr 1842